# Altos Louvores
Altos Louvores é um grupo de música cristã contemporânea formado em 1984 por Edvaldo Novaes, tornando-se bastante popular no segmento durante a década de 80.
VOCALISTAS:
Diógenes Marques (1984-1998)
Ubiraci Braga (1984-1987)
Miriam Fernandes (1984 - 1988)
Léa Mendonça (1984 - 1989)
Keila Delgado (1984 - 1985)
Sebastião Gertrudes (1984-1985)
Soraia Gertrudes (1984 - 1985)
Elias Alves (1984 - 1987)
Márcia Reina (1985 - 1988)
Sérgio Lopes (1985 - 1989)
Roberto Lousie (1985 - 1987)
Vânia Wick (1986 - 1987)
Eyshila (1988 - 1990) (1993 - 1996)
Jeferson Monteiro (1989 - 1991) (1998 - 2000)
Elvira Ramos (1989 - 1991)
Marquinhos Gomes (1991 - 1995)
Hilda Gomes (1991 - 1992)
Roberta di Angellis (1992 - 1994)
Liz Lanne (1994 - 1997)
Jozyanne (1994 - 1997)
Marcos Santos "Marquinhos" (1995 - 1997)
Wandick Magalhães (1995 - 2001) (2005 - 2006) 
Solayne Lima (1998 - 2003)
Robert Oliveira (1998 - 2004)
Eliane Klis (1998 - 2002)
Júnior Reykn (1998 - 2006)
Vaneyse (2002 - 2006)
Valéria Marquezini (2004 - 2008)
Sandro Santus (2006 - atualmente)
Dinho Bec (2007 - atualmente)
Vanderson Souza (2007 - atualmente)

## Biografia
“ Esteja na sua garganta os Altos Louvores de Deus.” - Salmos 149:6. 
Inspirado no versículo acima, surgiu em 1983 o "Grupo Altos Louvores", reunido pela primeira vez num festival de música sacra promovido pela Convenção Batista Nacional, organizado por seu diretor de música, EDVALDO NOVAIS. Considerada uma das maiores bandas da música gospel do Brasil, seu ministério tem sido marcado por belíssimas canções, inspiradas por Deus, por milhares de vidas resgatadas e pela visão de seu idealizador em descobrir talentos, lançados no cenário da música gospel nacional e, até internacional. 
O grupo surgiu na Igreja Batista de Copacabana, Rio de Janeiro, por iniciativa de Edvaldo Novais e Sérgio Lopes em 1985.
Inicialmente, a formação contava com Diógenes Marques (voz), Léa Mendonça (voz), Keila Delgado (Voz), Sérgio Lopes (voz e baixo), Edvaldo Novais (piano), Eli Miranda (guitarra e violão)e Fernando Henrique (bateria). 
O primeiro registro fonográfico ocorreu em 1985, na coletânea "Meu Grande Eu Sou". O disco apresentava os melhores grupos e solistas reunidos no I Festival de Música Sacra da Juventude Renovada Batista do Rio. 
No ano seguinte, o grupo lançou "Anseios", disco que iniciaria uma sequência de 12 LPs. Desde então, o Altos Louvores passou por várias formações no decorrer de sua carreira. 
Em 1992, o grupo começou a fazer parte da gravadora Som e Louvores, onde lançaram 4 álbuns inéditos. Pela gravadora também foram relançados todos os álbuns gravados anteriormente pelo grupo, além de 4 coletâneas.  
Pelo grupo passaram vários artistas evangélicos que também foram bem sucedidos em carreira solo, tais como Sérgio Lopes, Léa Mendonça, Eyshila, Ronald Fonseca (Trazendo a Arca), Marquinhos Gomes, Jozyanne, Liz Lanne, Roberta Di Angellis e Jefferson Monteiro
Em Fevereiro de 2011, Edvaldo Novaes, líder do grupo, falece em decorrência de um câncer.
Ao todo, o ministério Altos Louvores possui 16 trabalhos fonográficos gravados, com músicas que encantaram gerações e que são ouvidas até hoje, verdadeiros clássicos da música evangélica como: "Brilhante", "Entre Nós Outra Vez", "Para Onde Vão as Aves", "Lágrimas no Olhar", "Acreditar" e "Vencedor"
Sua última formação foi composta por Sandro Santus, Dinho Becker, Vanderson Souza e Tiago Estrela.

## Discografia[8]
- 1985: Meu grande eu sou
- 1986: Anseios
- 1988: Para onde vão as aves
- 1989: Brilhante
- 1990: Poucas palavras
- 1991: Meu querer
- 1992: A força do Amor
- 1993: Melhores Momentos
- 1993: Lágrima no olhar
- 1994: Confiança
- 1995: Santo dos Santos
- 1996: Vencedor
- 1998: Expressão de amor
- 2002: Invencível
- 2005: 20 Anos
- 2007: Olhos da Fé
- 2007: Seleção especial